# Uri (bateau)
Pour les articles homonymes, voir Uri.
L’Uri est un bateau à aubes naviguant sur le lac des Quatre-Cantons, en Suisse. Il est exploité par la Schifffahrtsgesellschaft des Vierwaldstättersees en français : « compagnie maritime du lac des Quatre-Cantons » et est le plus ancien bateau à roues à aubes encore en service dans les eaux suisses.

## Histoire

Le Uri chargé de chevaux, pendant la Première Guerre mondiale (1914-1918)

En 1899, la Dampfschiffgesellschaft des Vierwaldstättersees (actuellement la Schifffahrtsgesellschaft des Vierwaldstättersees passe commande du bateau chez Sulzer à Winterthour. Cette commande est faite au même moment que celle de l'Unterwalden (passée chez Escher Wyss). Le lancement a lieu le 19 janvier 1901.
Au cours de l'hiver 1903-1904, les roues à aubes cassées sont remplacées. En 1920, il est doté d'une timonerie fermée. Sa propulsion est convertie du charbon au pétrole en 1949. En 1952, il suit une révision majeure, ainsi qu'en 1959. Entre 1960 et 1961, il subit de gros travaux pour le faire passer sous l'Achereggbrücke à Stans. Ainsi, sa timonerie, sa cheminée et ses mâts deviennent télescopiques. Après une révision générale entre 1991 et 1994, il retrouve son apparence initiale et perd ainsi sa capacité de passer sous l'Achereggbrücke.

## Utilisation
À la fin de la saison 2009, il avait parcouru 2 053 618 km.

## Classement
Le bateau est classé en tant que bien culturel suisse d'importance nationale. En 1998, l'American Society of Mechanical Engineers a désigné l'Uri comme Historic Mechanical Engineering Landmark (en).

### Sources
- (de) Cet article est partiellement ou en totalité issu de l’article de Wikipédia en allemand intitulé « Uri (Schiff) » (voir la liste des auteurs).